# Ross Antony

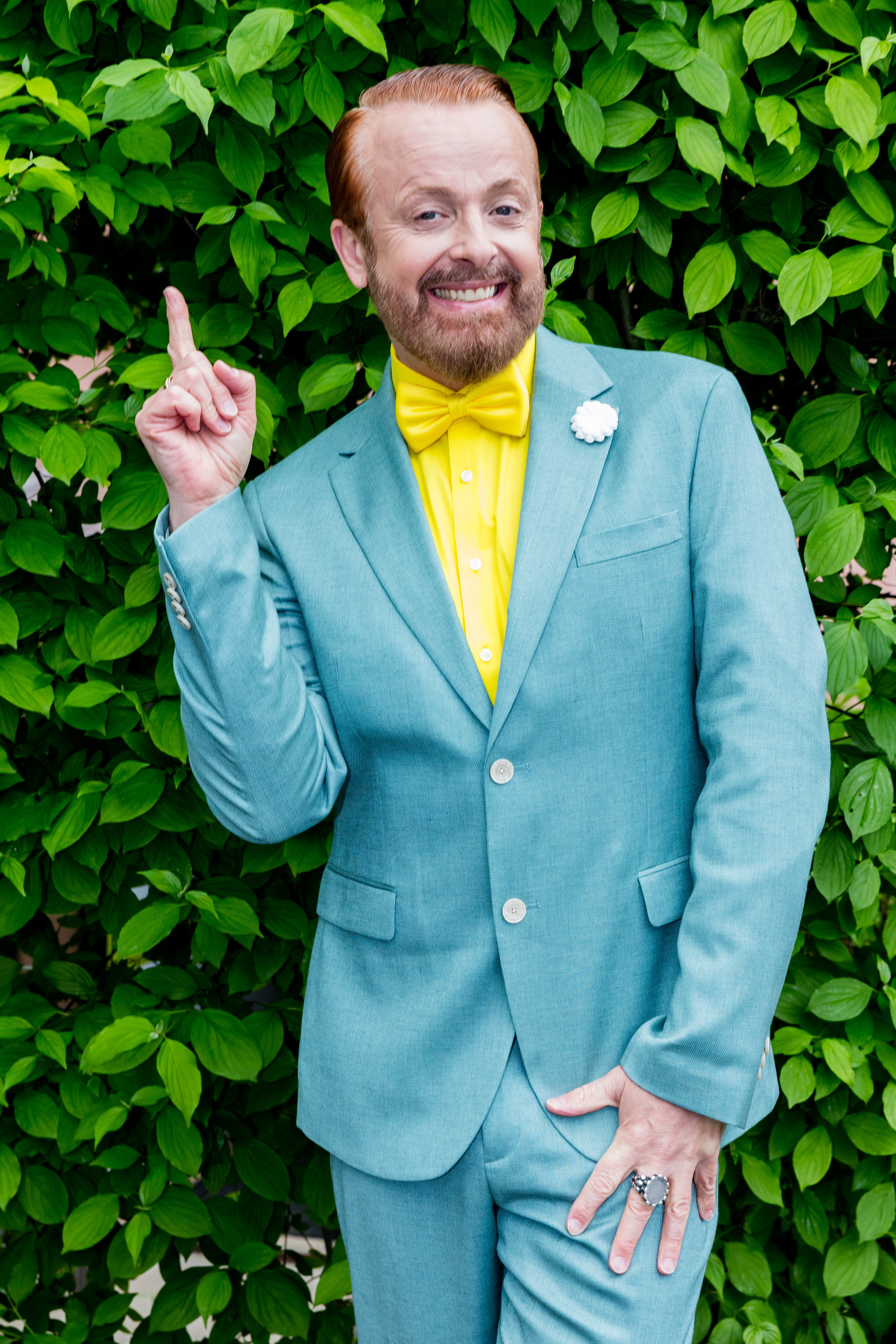
Ross Antony (2025)

Ross Antony (* 9. Juli 1974 als Ross Anthony Catterall in Bridgnorth) ist ein deutsch-britischer, in Deutschland lebender und arbeitender Fernsehmoderator, Musicaldarsteller, Musiker und Entertainer. Er war von 2001 bis zur Auflösung 2006 Mitglied in der Band Bro’Sis. 2013 begann er eine Karriere als Schlagersänger.

## Anfänge und Privatleben
Der gebürtige Engländer entstammt einer Künstlerfamilie und stand schon im Alter von drei Jahren zum ersten Mal auf einer Bühne. Er erhielt früh Gesangs- und Tanzunterricht. Nach der Schule schloss er 1995 eine dreijährige Ausbildung an der Guildford School of Acting for Music, Dance and Drama mit Diplom ab. Er wirkte in dieser Zeit in England in zahlreichen Märchenspielen und Musicals mit.
1997 gab er als Field Marshall bei der Uraufführung des Musicals Catharine in Aachen sein Debüt auf einer deutschen Bühne. In Deutschland spielte er viele Hauptrollen wie den Claude im Musical Hair in Bremen, den Joseph im Musical Joseph and the Amazing Technicolor Dreamcoat in Essen oder den Tabaluga im Peter-Maffay-Musical Tabaluga & Lilli in Oberhausen. Ebenso wirkte er ab 1999 im Musical Mozart in Wien mit.
Ross Antony lebt seit 2006 mit dem Opernsänger Paul Reeves zusammen. Er führte mit ihm eine Bed-and-Breakfast-Pension im englischen Wallingford. Zwischenzeitlich wurde der Betrieb wegen der befürchteten Folgen des Brexits verkauft. Im Mai 2014 gab Antony bekannt, zusammen mit seinem Mann ein Kind adoptiert zu haben. Im März 2017 gab das Paar die Adoption eines zweiten Kindes bekannt. Seit Dezember 2017 ist er mit Reeves verheiratet, beide besitzen neben der britischen auch die deutsche Staatsbürgerschaft.

## Karriere

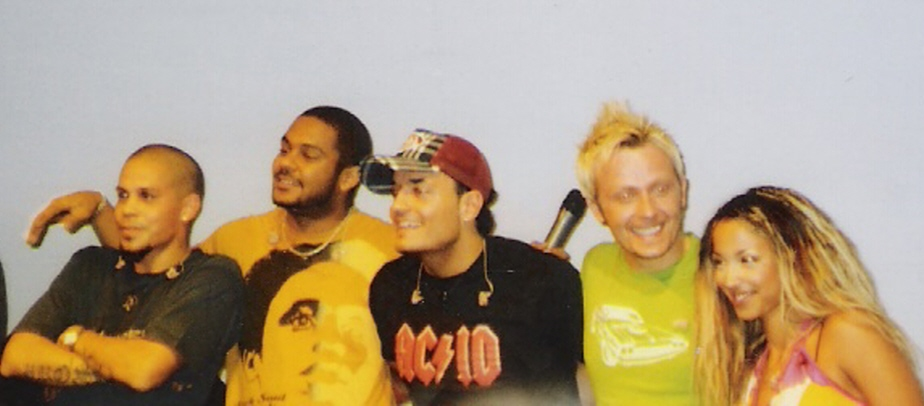
Bro’Sis in Hamburg (2004)

### Bro’Sis
Der Karrieredurchbruch gelang Antony als Mitglied der Band Bro’Sis. Unter rund 2000 Bewerbern wurde er in der zweiten Staffel von Popstars als Teil des Ensembles gecastet.

### Solokarriere

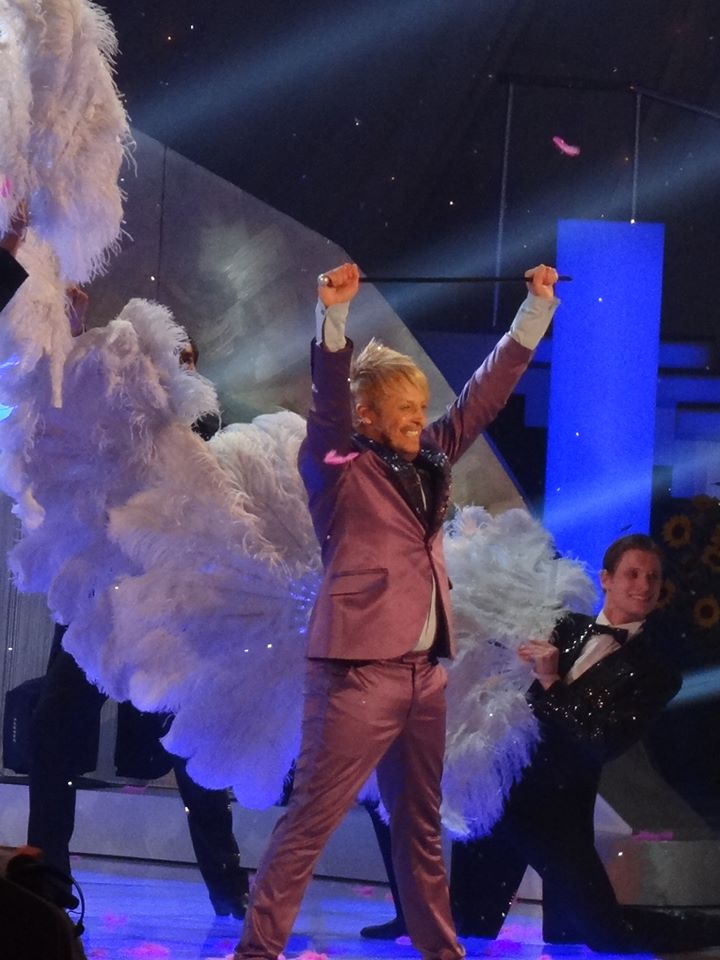
Ross Antony (2013)

Schon vor seiner Zeit bei Bro’Sis hatte Antony während seines Engagements bei Tabaluga & Lilli die Solo-CDs Intimate und … and that’s the way it is veröffentlicht. 2005 hatte er bei der Stuttgarter Elisabeth-Produktion ein viermonatiges Gastengagement, bei dem er den Kronprinzen Rudolf spielte. Im Dezember 2006 war er in der Rolle des Bobby C im Musical Saturday Night Fever in der Alten Oper in Frankfurt zu sehen.
Im Januar 2008 erschien die Single Dschungel Wahnsinn von Achim Petry, an der Ross mit anderen Kandidaten aus dem Dschungelcamp beteiligt war. Zu Casino Pique Dame, einem unveröffentlichten Musical nach der Novelle Pique Dame von Alexander Puschkin, erschien im Februar 2008 eine Single mit Antonys Solo Endlich da. Des Weiteren ist auf der Single das Duett Vor Gott sind alle Menschen gleich enthalten, das Antony mit Paul Reeves aufgenommen hat.
Im Dezember 2011 erschien das Album Two Ways, das Ross mit Reeves aufgenommen hat. Im Oktober 2012 wurde eine Winter-Edition des Albums veröffentlicht. Hierzu wurde im Haus des Paars das Musikvideo Silent Night gedreht, das im Oktober 2012 auf Clipfish seine Videopremiere feierte. Im Juni 2013 erschien Antonys erstes Soloalbum Meine Neue Liebe, das überwiegend Coverversionen deutscher Schlager enthält. Im Oktober 2013 wurde hieraus die Single Do You Speak English als Download ausgekoppelt. Im November folgte die Veröffentlichung des eigens für ihn komponierten Weihnachtssongs Ding Ding Dong. Im April 2014 erschien das Lied Kettenkarussell als Download.
Im Oktober 2014 veröffentlichte Antony sein zweites Schlageralbum Goldene Pferde, mit dem ihm der Charteinstieg auf Platz 65 der deutschen Albumcharts gelang. Sein drittes Schlageralbum Tatort Liebe erreichte Platz 37 der deutschen und Platz 68 der österreichischen Albumcharts. Im September 2017 veröffentlichte Antony sein viertes Album Aber Bitte mit Schlager. Im Dezember 2018 wurde er Mitglied des Benefiz-Projekts Schlagerstars für Kinder und nahm mit der Gruppe das Lied Auf einmal (Weihnachtsschlager) neu auf. Die Aktion sammelt mit dem Weihnachtslied Geld für Kinder in Not. Im Frühjahr 2021 belegte er als Flamingo in der vierten Staffel der ProSieben-Sendung The Masked Singer den dritten Platz.

## Fernsehprojekte

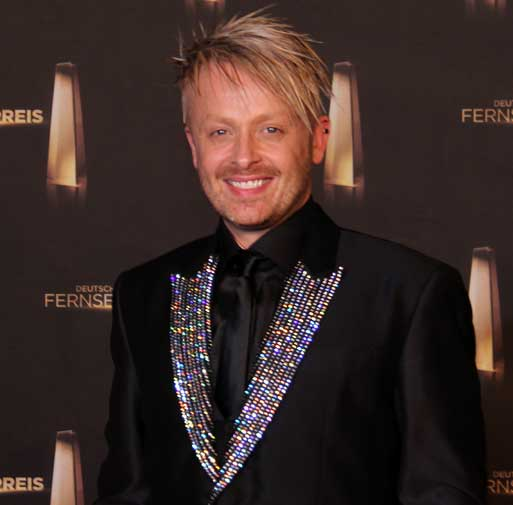
Ross Antony beim Deutschen Fernsehpreis 2012

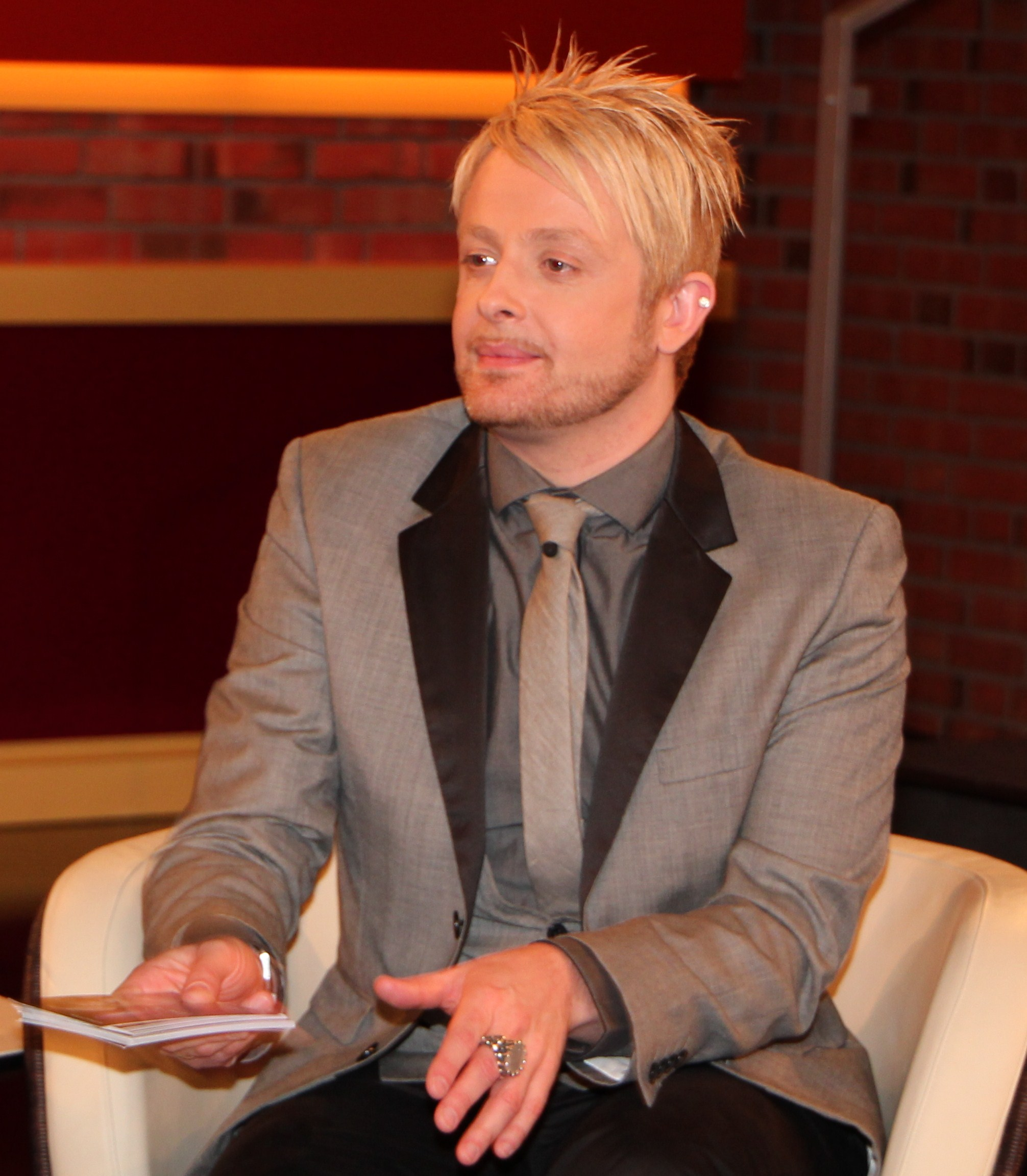
Ross Antony (2011)

### Dokumentationen
- 2006: Ross & Paul in Love (SAT.1)
- 2008: Einmal im Leben – 30 Dinge, die ein Mann tun muss (RTL)
- 2009: Die große Reportage (RTL)[9]
- 2009: Goodbye Deutschland! Die Auswanderer (VOX)[10]
- 2010: Jana Ina & Giovanni – Pizza, Pasta & Amore (ProSieben)[11]
- 2010: Der V.I.P. Hundeprofi (VOX)[12]
- 2013: Privat bei… Ross Antony (glitz)
- 2014: Ross Antony – Goldene Pferde (Deutsche Musik Fernsehen)
- 2022: Down the Road – Eine ganz besondere Abenteuerreise (SWR)

### Jurytätigkeiten
- 2009: Village Boys – Die große Lips Casting Show (TIMM)
- 2009: Showtime – mein Talent muss auf die Bühne.[13]
- 2012: Popstars (ProSieben)[14]

### Derzeitige Moderationen
- Seit 2011: Die Lustigsten… (RTL II)[15]
- Seit 2015: Meine Schlagerwelt – die Party mit Ross Antony (MDR).
- Seit 2021: Rolling – Das Quiz mit der Münze (SAT.1)
- Seit 2021: Die–Ross–Antony–Show (MDR)

### Ehemalige Moderationen
- 2008: The Dome 45 (RTL II)
- 2008: Die singende Firma (RTL)[16]
- 2008: Oh Du Fröhliche! Die lustigsten Schlamassel der Welt (RTL)[17]
- 2009: Tiere machen die lustigsten Sachen (RTL)[18]
- 2011: Bingo! Bingo! (RTL II)
- 2011–2013: Ross – Der Kindergartenboss (RTL II)[19]
- 2015–2017: Schlager einer Stadt (MDR).[20]
- 2021: Joko & Klaas gegen ProSieben (ProSieben)

### TV-Shows
- 2008: Ich bin ein Star – Holt mich hier raus! (RTL)
- 2022: Ich bin ein Star – Die Stunde danach (RTL)
- 2022: Let the music play (Sat.1)
- 2024: Splash! Das Promi-Pool-Quiz (RTL)

## Schauspieler
- Im Mai 2009 war Antony als Modefotograf Tyler Duff in zwei Folgen der RTL-Serie Unter uns zu sehen.[21]
- Im August 2009 war er auf RTL in der Serie Gute Zeiten, schlechte Zeiten als Vocalcoach zu sehen.
- 2011 spielte er in dem ProSieben-Film Rookie – Fast platt einen Mexikaner.
- In dem im November 2012 erstmals ausgestrahlten ProSieben-Film Märchen aus 1001 Nacht: Der Kleine Muck spielt er den Vermieter Chleim Sheick.
- 2021 spielte er in der ARD-Serie Rote Rosen Folge 3296–3300 den Wettermoderator „Tony Frost“

### Kinofilme
Antony gab in dem Film House of Boys sein Kinodebüt. Er spielt in dem Drama die Rolle des Rick und findet als einer der ersten AIDS-Kranken ein tragisches Ende. Die Filmaufnahmen wurden im Februar 2009 in Köln gedreht, und der Film kam im Herbst 2009 in die Kinos. Im Herbst 2013 war er an der Seite von Benno Fürmann in der Komödie Der fast perfekte Mann zu sehen.

## Bücher

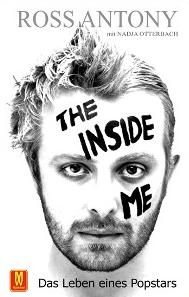
Cover von Ross Antonys Autobiografie The Inside Me

Antonys Autobiografie The Inside Me wurde im März 2007 im Machtwortverlag veröffentlicht, in der er Drogen, sexuellen Missbrauch, Gewalterfahrung, Liebeskummer und verlorene Lebenslust thematisiert.
Im Oktober 2016 erschien Antonys erstes Kinderbuch Mein Freund Button, das er in Zusammenarbeit mit der Autorin Sabine Zett veröffentlicht hat. Zum Buch erschien auch eine CD mit zwölf Kinderliedern.
Im Mai 2021 erschien Antonys Lebensratgeber Gute Laune glänzt und glitzert: Wie man das Leben ernst und trotzdem leichtnehmen kann.

## Musicalengagements

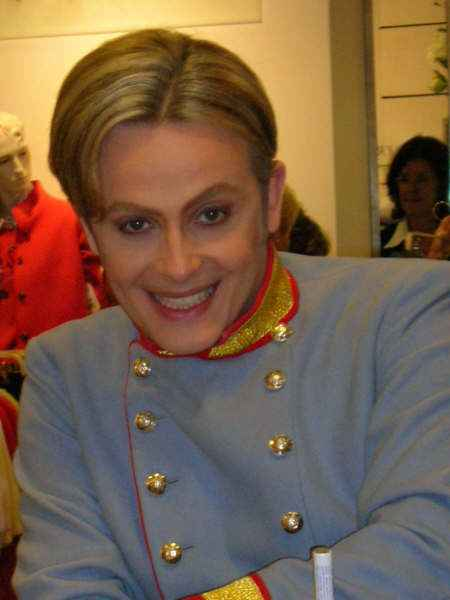
Ross Antony bei einer Autogramm-Stunde für das Musical Elisabeth in einem Kaufhaus in Stuttgart (2005)

- 1992: Song & Dance Show. Solist bei der Bridgnorth Endowed School
- 1992: Grease, Roger bei der Bridgnorth Endowed School
- 1994: Dick Whittington. Zeldomphed auf der Guildford School of Acting
- 1994: Chicago, Sergant Fogarty auf der Guildford School of Acting
- 1994: Calamity Jane, Joe beim Yvonne Arnaud Theater
- 1994: Jack the Ripper, Dinky bei der Bridgnorth Endowed School
- 1995: Cabaret, Emcee auf der Guildford School of Acting
- 1995: Trial by Jury. Verteidiger auf der Guildford School of Acting
- 1995: Troilus and Cressida. Thersites auf der Guildford School of Acting
- 1995: A Chorus Line, Mark Anthony beim Millfield Theatre London
- 1995–1997: Cinderella. Ensemblemitglied beim Orchard Theatre Dartford / Marlowe Theatre Canterbury
- 1996–1997: La Cage aux Folles, Jean-Michel auf der National Tour
- 1996–1997: Carousel, Enoch Snow beim Arts and Leisure Centre Bridgnorth
- 1997: Catharine. Generalfeldmarschall Lannes und Friseur beim Theater Aachen
- 1997–1999: Joseph, unter anderem Asser, Joseph, Bäcker, Benjamin, Butler, Naphtalie im Colosseum Theater Essen
- 1999–2000: Mozart!, Ensemblemitglied im Theater an der Wien
- 2000: Dance to Win. Workshop für Miami Nights in Düsseldorf
- 2000–2001: Tabaluga & Lilli. Tabaluga im TheatrO CentrO Oberhausen
- 2001: Hair, Ensemble, Claude und Margaret Mead im Musical Theater Bremen
- 2005: Elisabeth, Kronprinz Rudolf und Ensemble im SI-Centrum Stuttgart
- 2006: Saturday Night Fever, Bobby C in der Frankfurter Alten Oper

## Auszeichnungen

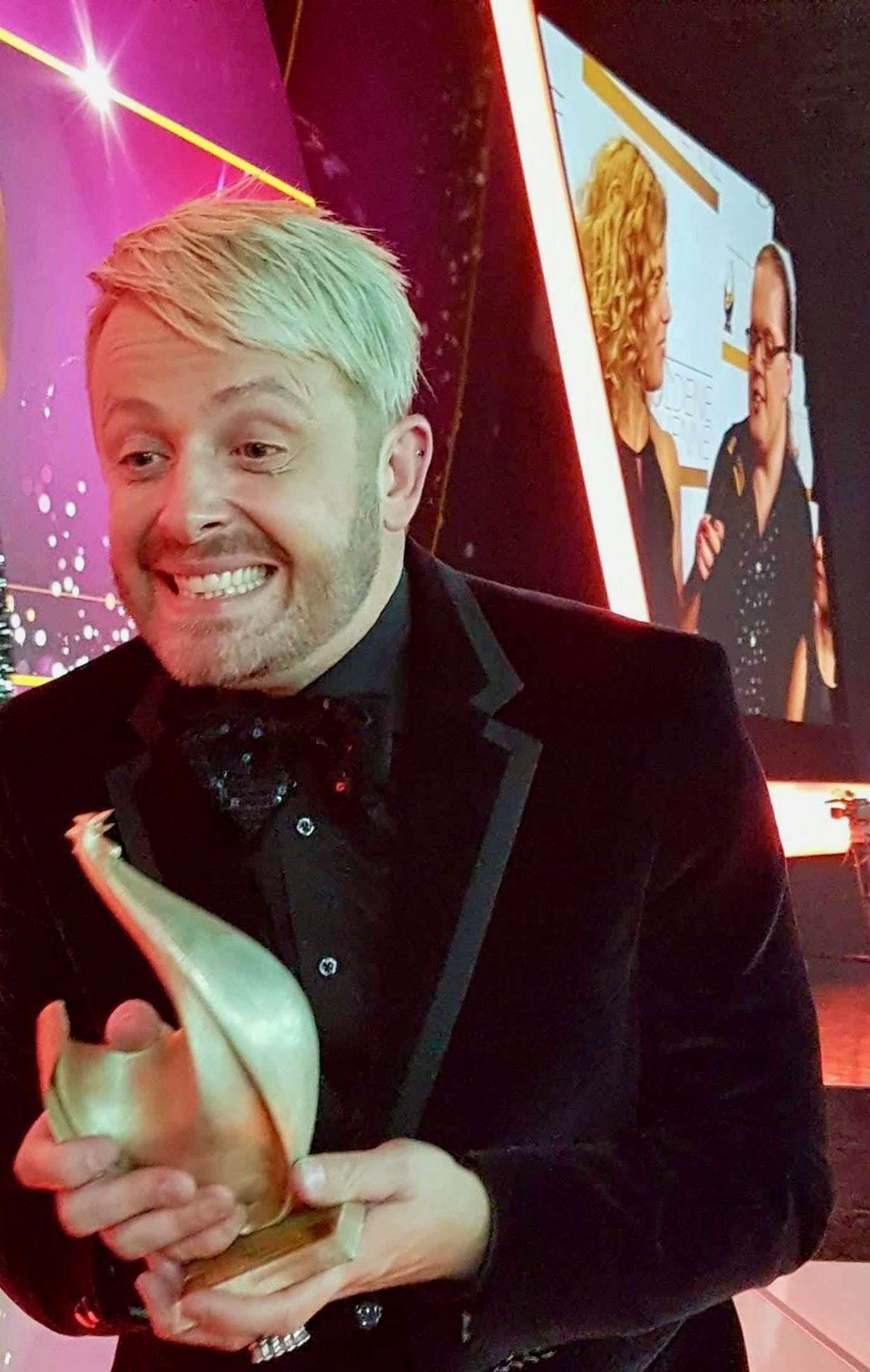
Ross Antony mit der Goldenen Henne (2018)

- 5. Platz bei der Wahl zum besten Musicaldarsteller der Saison 2004/05 der Leser der Musicalfachzeitung musicals für die Rolle des Kronprinzen Rudolf im Musical Elisabeth.
- 1. Platz bei der Entertainmentwahl 2005 des Szenemagazins Schwulst in der Kategorie „Lieblingsstar männlich“.
- 2014 und 2016: „Die Eins der Besten“ (Schlagerauszeichnung von Florian Silbereisen zur Jubiläumssendung von Feste der Volksmusik)[24]
- 2014: smago! Award für „Ross – Der Schlager-Entertainer“
- 2014: SchlagerStar 2014 – Publikumspreis von Schlager.de
- 2015: Apollo Musikpreis – Sieger im Starvoting auf Schlagerportal.com[25]
- 2016: SchlagerStar 2015 – Publikumspreis von Schlager.de (Publikumspreis nach Abstimmung auf schlager.de)
- 2018: Schlagerstar 2017 – Sieger im Starvoting auf Schlager.de in vier Kategorien „Schlagerstar Männlich“, „Beste TV-Show“, „Hit des Jahres“ und „Video des Jahres“
- 2018: smago! Award für „Darling des Jahres“[26]
- 2018: Goldene Henne 2018 in der Kategorie Entertainment
- 2019: smago! Award „Der Goldene smago!“ für „den „goldigsten“ Schlager-Entertainer“
- 2019: Sänger des Jahres 2018 – Publikumspreis von Schlager.de[27]
- 2020: smago! Award für „Erfolgreichster Cover Artist“

## Diskografie
Studioalben

| Jahr | Titel                                          | Höchstplatzierung, Gesamtwochen, AuszeichnungChartplatzierungen (Jahr, Titel, Platzierungen, Wochen, Auszeichnungen, Anmerkungen) | Höchstplatzierung, Gesamtwochen, AuszeichnungChartplatzierungen (Jahr, Titel, Platzierungen, Wochen, Auszeichnungen, Anmerkungen) | Höchstplatzierung, Gesamtwochen, AuszeichnungChartplatzierungen (Jahr, Titel, Platzierungen, Wochen, Auszeichnungen, Anmerkungen) | Anmerkungen                                            |
| Jahr | Titel                                          | DE | AT | CH | Anmerkungen                                            |
| ---- | ---------------------------------------------- | --- | --- | --- | ------------------------------------------------------ |
| 2011 | Two Ways                                       | — | — | — | Erstveröffentlichung: 2011 mit Paul Reeves             |
| 2013 | Meine Neue Liebe                               | — | — | — | Erstveröffentlichung: 28. Juni 2013                    |
| 2014 | Goldene Pferde                                 | DE65 (1 Wo.)DE | — | — | Erstveröffentlichung: 24. Oktober 2014                 |
| 2014 | Winterwunderland                               | — | — | — | Erstveröffentlichung: 7. November 2014 mit Paul Reeves |
| 2016 | Tatort Liebe                                   | DE37 (1 Wo.)DE | AT68 (1 Wo.)AT | — | Erstveröffentlichung: 12. Februar 2016                 |
| 2016 | Mein Freund Button – Freunde machen Dich stark | — | — | — | Erstveröffentlichung: 21. Oktober 2016                 |
| 2017 | Aber bitte mit Schlager                        | DE15 (4 Wo.)DE | AT52 (3 Wo.)AT | — | Erstveröffentlichung: 8. September 2017                |
| 2019 | Schlager lügen nicht                           | DE8 (7 Wo.)DE | AT62 (1 Wo.)AT | CH84 (1 Wo.)CH | Erstveröffentlichung: 8. März 2019                     |
| 2020 | Lass es glitzern: Weihnachten mit Ross         | DE32 (3 Wo.)DE | — | — | Erstveröffentlichung: 6. November 2020                 |
| 2023 | 100% Ross                                      | DE8 (2 Wo.)DE | AT64 (1 Wo.)AT | — | Erstveröffentlichung: 16. Juni 2023                    |
| 2025 | 100 Jahre Gute Laune                           | DE2 (… Wo.)DE | AT22 (… Wo.)AT | CH75 (… Wo.)CH | Erstveröffentlichung: 4. Juli 2025                     |

Für die Diskografie von Bro’Sis, siehe: Bro’Sis/Diskografie.